# Rostislav Holthoer
Rostislav Holthoer (29. července 1937 – 28. dubna 1997) byl finský egyptolog. V roce 1977 získal na univerzitě v Uppsale titul PhD. V letech 1961 až 1965 se podílel na archeologických výzkumech v Núbii. Od roku 1969 často podnikal výzkumné výpravy do Egypta. Roku 1980 se stal profesorem na univerzitě v Uppsale. Byl také aktivní na univerzitě v Helsinkách, kde v roce 1968 zavedl egyptologii jako akademický předmět a v roce 1979 se zde stal docentem. Roku 1969 založil finskou egyptologickou společnost, které byl až do své smrti roku 1997 předsedou. Publikoval řadu děl o starověkém Egyptě zaměřených na širokou společnost. Je často nazýván jako otec finské egyptologie.